# Prices Klapperschlange
Prices Klapperschlange (Crotalus pricei) ist eine kleine Art der Klapperschlangen (Crotalus), die in zwei Unterarten in voneinander isolierten Gebieten in Arizona und Mexiko verbreitet ist.

## Merkmale
Prices Klapperschlange ist eine kleine Klapperschlange mit einer durchschnittlichen Körperlänge von etwa 50 Zentimetern, die selten auch mal bis 60 Zentimeter lang wird.
Die Grundfärbung der Schlange ist meistens grau und kann auch braun oder rötlichbraun sein. Das Zeichnungsmuster besteht aus paarweise auf dem Rücken angeordnete Flecken. Diese Flecken können zentral verschmelzen und so breite Querflecke oder -balken bilden. Vom Auge zieht sich ein dunkles Schläfenband zum Mundwinkel.

## Verbreitung und Lebensraum

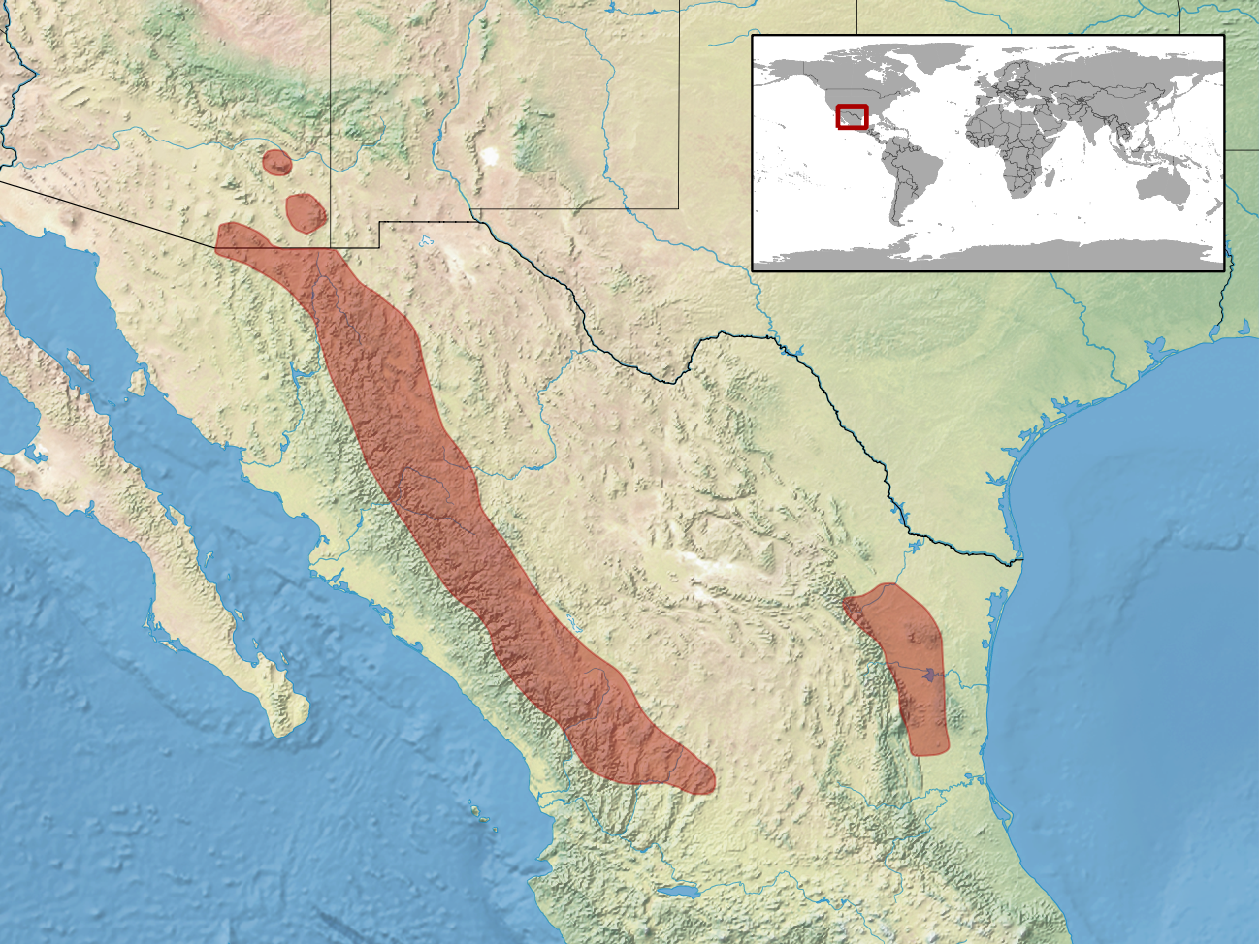
Verbreitungsgebiet

Prices Klapperschlange ist in zwei Unterarten in voneinander isolierten Gebieten in Arizona und Mexiko verbreitet. Dabei liegt das sehr schmale und kleine Gebiet, in dem C. p. miquihuanus anzutreffen ist, in der östlichen Sierra Madre. Die Nominatform C. p. pricei findet sich dagegen in einem langgezogenen Verbreitungsgebiet von Arizona in den Vereinigten Staaten von Amerika bis in die westliche Sierra Madre. Beide Populationen sind durch eine mehrere hundert Kilometer breite Verbreitungslücke voneinander getrennt.
Als Lebensraum bevorzugt die Schlange felsige Kiefer-Eichen-Mischwälder in Südlage in Höhen von 2.000 bis 3.000 Metern. Daneben findet man sie jedoch auch in anderen Habitaten in vergleichbarer Höhenstufe.

## Schlangengift
Spezifische Wirkungen und Inhaltsstoffe des Giftes dieser Schlange sind unbekannt. Sie produziert nur geringe Giftmengen, die wahrscheinlich relativ mild in ihren Auswirkungen sind.